# Jean-Baptiste Bethune
Jean-Baptiste Bethune (Kortrijk, 25 de abril de 1821 - Marke, 18 de junio de 1894 ) fue un arquitecto, artesano y diseñador belga que desempeñó un papel fundamental en el movimiento neogótico católico belga. Algunos lo llamaron el «Pugin de Bélgica», con referencia a la influencia en Bethune del arquitecto y diseñador del neogótico inglés, Augustus Pugin.

## Biografía
Nació en Kortrijk en 1821 en una rica familia flamenca de origen francés. Él y sus parientes eran católicos fervientes, y muchos estaban activos en política y servicio civil. La familia que originalmente se llamaba «Bethune» recibió en 1845 la nobleza del rey belga y agregó la preposición «de» (algunos de ellos tomaron el nombre de «de Béthune-Sully»), en el siglo XX, para subrayar su estatus noble. Sin embargo, este gran arquitecto nunca usó la partícula.
Bethune estudió primero derecho en la Universidad Católica de Lovaina y luego se embarcó en una carrera en el servicio público en el consejo provincial de Flandes Occidental en Brujas. Recibió su formación artística básica en la Academia de Bellas Artes de Kortrijk (sus maestros fueron L. Verhaegen y Jules Victor Génisson). Paul Lauters lo introdujo en la pintura de paisajes mientras el escultor C. H. Geerts (1807-1855), el mismo pionero del estilo neogótico, lo familiarizó con la escultura. En 1842-1843 y en 1850 visitó Inglaterra y conoció a Augustus Welby Pugin (1812-1852), el defensor del gótico en Inglaterra y otro entusiasta católico.
El encuentro con Pugin y sus creaciones estimuló aún más el interés de Bethune en la arquitectura y las artes aplicadas. En imitación de Pugin y de sus seguidores, Bethune desarrolló la idea de que un renacimiento artístico de las artes del mundo cristiano de la Edad Media podría inspirar una nueva sociedad profundamente cristiana/católica. De vuelta a casa, Canon C. Carton le alentó para involucrarse en la creación de un genuino «arte cristiano». Poco a poco comenzó a hacer diseños él mismo. En 1854, incluso creó su propio taller de vidrieras, asesorado por J. Hardman (1812-1867), el fabricante de vidrieras de Pugin.
En 1862 fue cofundador de las «escuelas de San Lucas» (Sint-Lucasscholen). Estas escuelas se abrieron como una contraparte católica de las academias oficiales y formaba a arquitectos en el espíritu religioso de la tradición gótica. La primera escuela permanente de San Lucas se abrió en Gante en 1863. Estas escuelas también ofrecían una educación para artesanos que podían trabajar con vidrieras, en el tallado en madera, pintura, orfebrería... El objetivo era capacitar a artesanos que pudieran hacer frente a la decoración general de una iglesia gótica de nueva construcción, totalmente decorada. Como enseñante y mecenas de la sociedad arqueológica de "Gilde de Saint-Thomas et de Saint-Luc" fundada en 1863, Bethune tuvo una influencia decisiva en la evolución del estilo neogótico en Bélgica. Entre los que enseñó o influyó se encontraban los arquitectos Joris Helleputte y Louis Cloquet. En el extranjero, mantuvo contactos y fue apreciado por contemporáneos como Pierre Cuypers, Edward Welby Pugin, August Reichensperger y Edward von Steinle.

## Obra

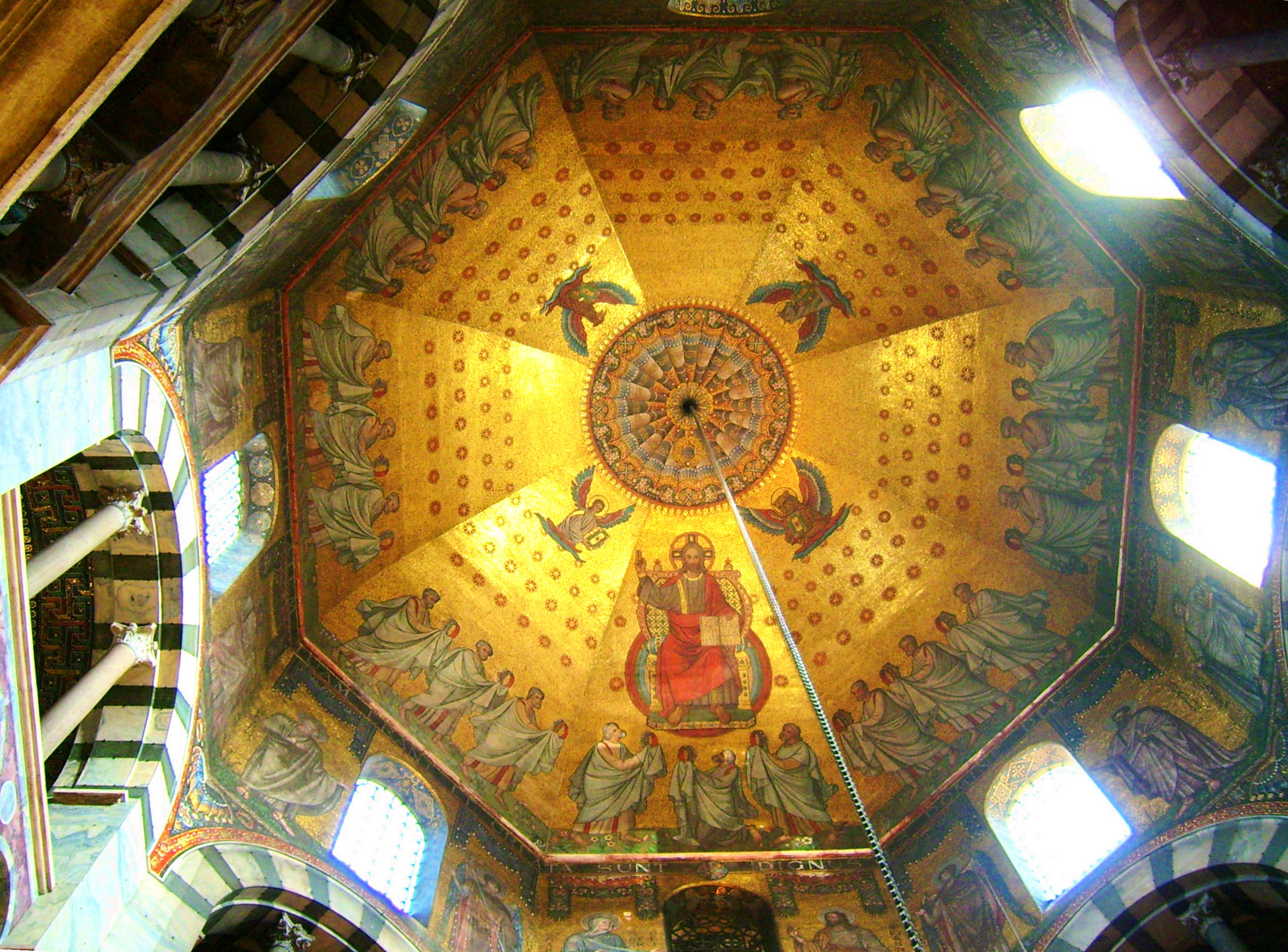
Mosaicos neobizantinos en la cúpula de la catedral de Aquisgrán diseñada por Bethune (1879-1881), creados a partir de planos de Bethune

En sus creaciones arquitectónicas, Bethune adoptó el vocabulario formal de la típica arquitectura de ladrillo medieval tardía de Flandes, y específicamente de Brujas. A través de su influencia y enseñanza, introdujo esta postura en muchos de sus seguidores. Eso, junto con su fuerte inspiración católica y su asociación con el movimiento del neogótico en Inglaterra, marcó la diferencia entre su escuela y la arquitectura neogótica defendida en Bélgica por las Academias y los seguidores de Viollet-le-Duc. La última escuela estaba más interesada en las restauraciones, mientras que sus nuevas creaciones se inspiraron principalmente en la arquitectura gótica francesa y brabantina. En general, sus creaciones estaban más inspiradas por un romanticismo civil y carecían del idealismo religioso y social de Bethune y sus escuelas de Saint-Luke.
Además de proyectos arquitectónicos, su extensa obra incluye diseños para prácticamente todas las artes plásticas y decorativas. Desde Bélgica, sus diseños llegaron a la mayoría de los países europeos. La calidad de su trabajo se puede juzgar mejor a partir de sus proyectos de construcción integrados, que combinan todas las formas de arte, como el castillo de Loppem, el complejo en Vivenkapelle (incluida una iglesia, un presbiterio y una escuela  conventual) y el gran complejo de la abadía de Maredsous.
Los diseños de Bethune muestran un fuerte carácter arquitectónico, arqueológico y didáctico. Con sus vidrieras (por ejemplo, en las catedrales de Brujas, Gante, Amberes y Tournai), sus pinturas murales (por ejemplo, en el castillo de Maaltebrugge, 1862-1864) y sus mosaicos (catedral de Aachen, 1872) contribuyó significativamente para el revival de estas formas de arte.
Entre sus realizaciones más importantes como diseñador de orfebrería se encuentran la Tiara belga ofrecida al papa Pío IX en 1871, el santuario Charles-the-Good en la Catedral de San Salvador en Brujas (1883), el Santuario Saint Lambert en la catedral de San Pablo en Lieja (1884).

## Lista de obras

### Arquitectura

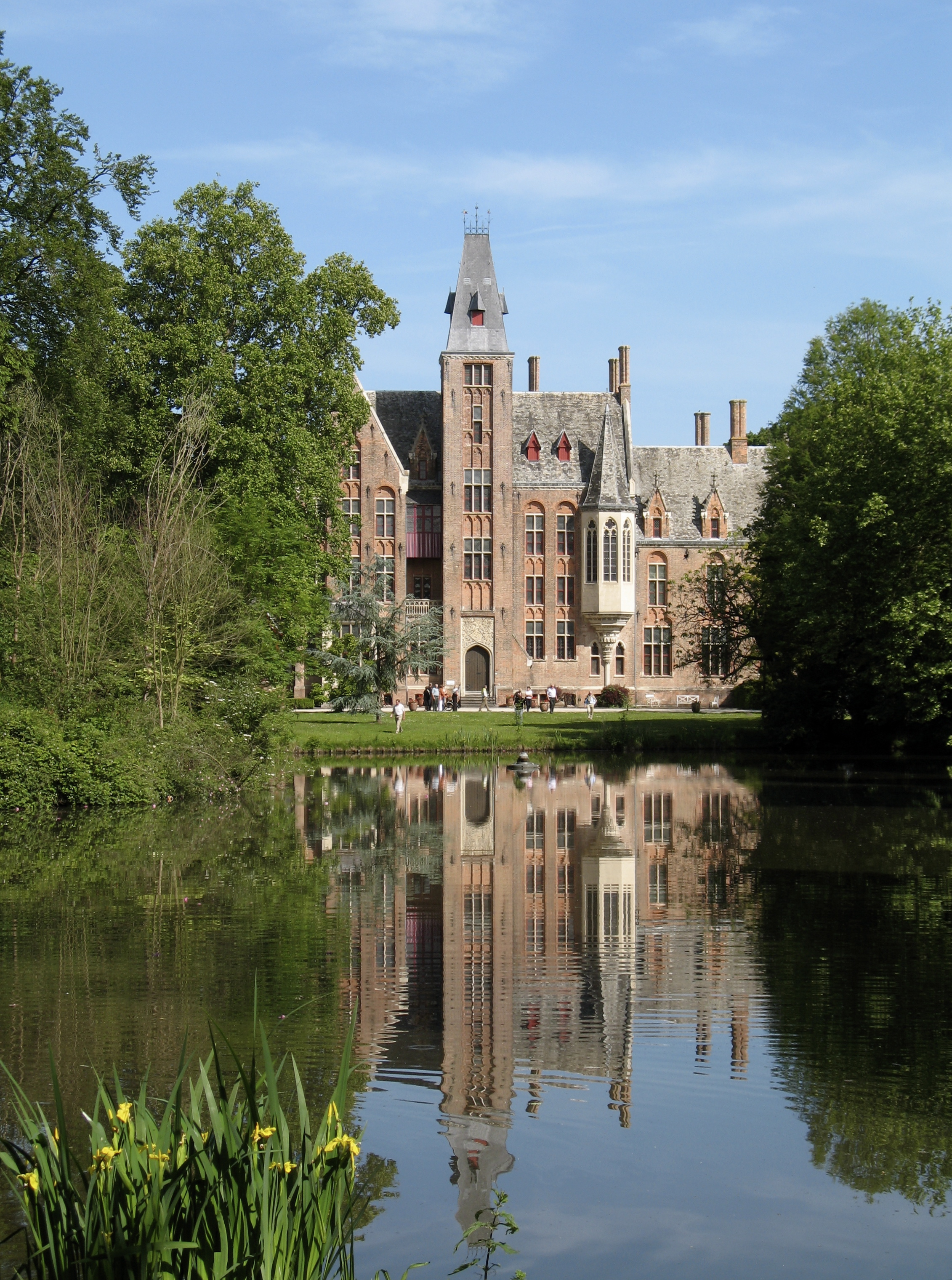
Castillo de Loppem (1859-1862)

Todos los proyectos arquitectónicos incluyen los diseños de decoración y mobiliario.
- Castillo de Loppem (en colaboración con E.W. Pugin) 1859-1862.
- Iglesia, presbiterio y escuelas en  Vivenkapelle  cerca de Damme, 1860-1870.
- Abadía de Maredsous, 1872-1889.
- Iglesia Sacré Coeur de "Le Trieu" en Courrière, 1872-1873.
- Iglesia del beguinaje de Sint-Amandsberg cerca de Gante, 1874.
- Capilla de Nuestra Señora en el convento de los jesuitas Oude Abdij" en Drongen, 1877.
- Convento de los "Clarisses de l'Epeule" en Roubaix, Francia
- Escuela de Saint-Luc (Saint-Luke school) en Tournai
- Iglesia Saint-Joseph en Roubaix, Francia
- Iglesia de Fontenoy, Antoing, Bélgica

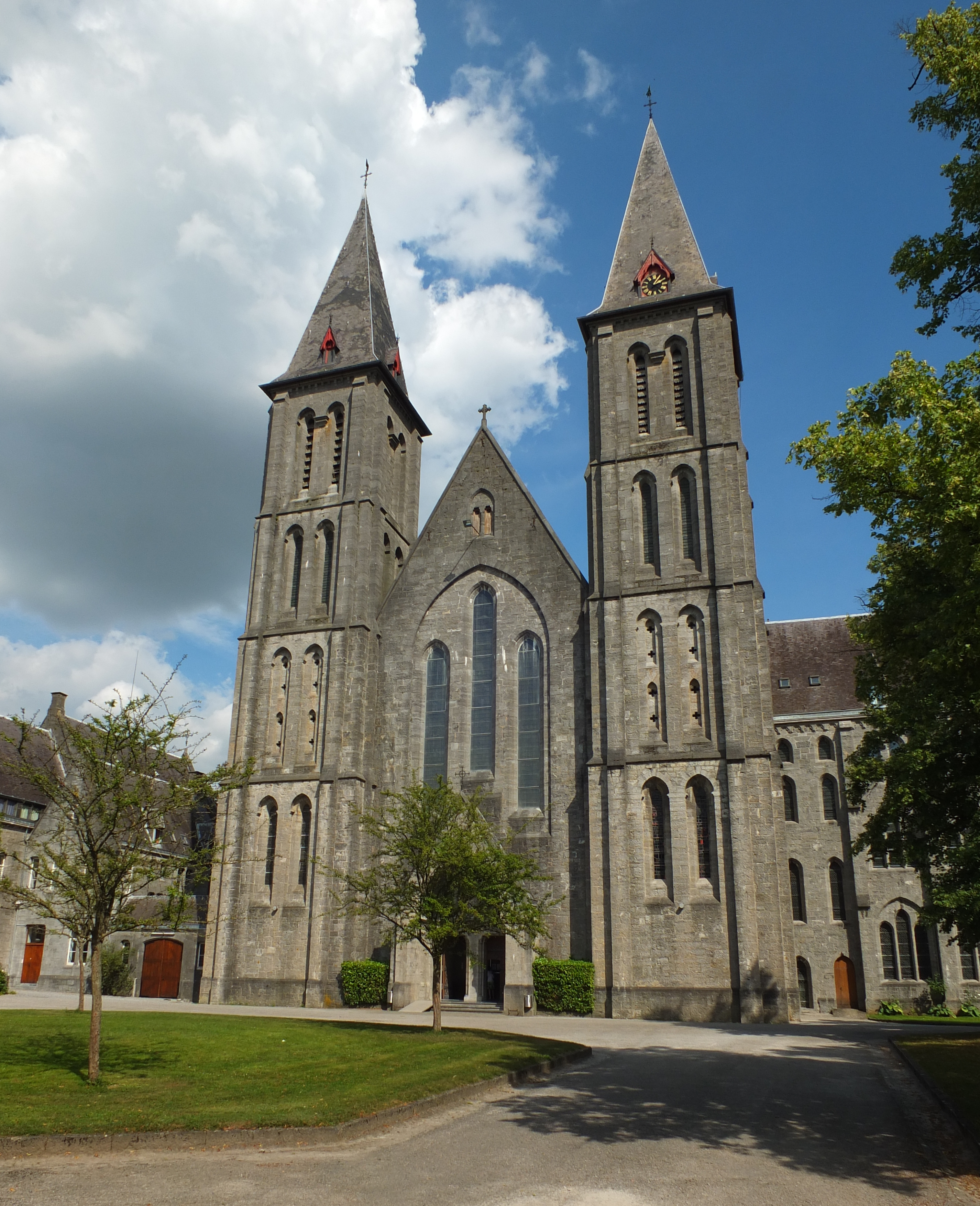
Iglesia de la abadía de Maredsous (1872-1889)
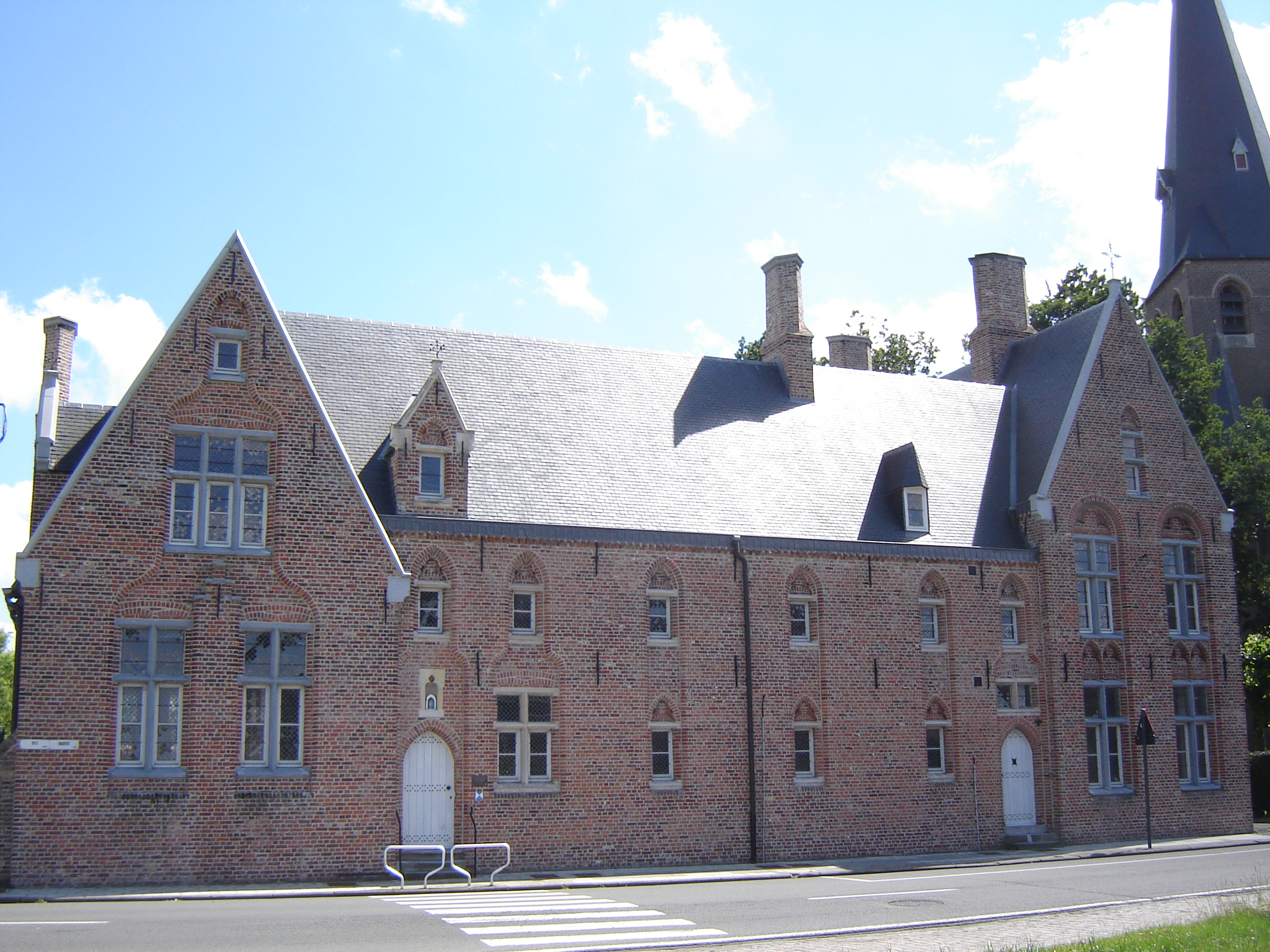
Convento neogótico de Vivenkapelle
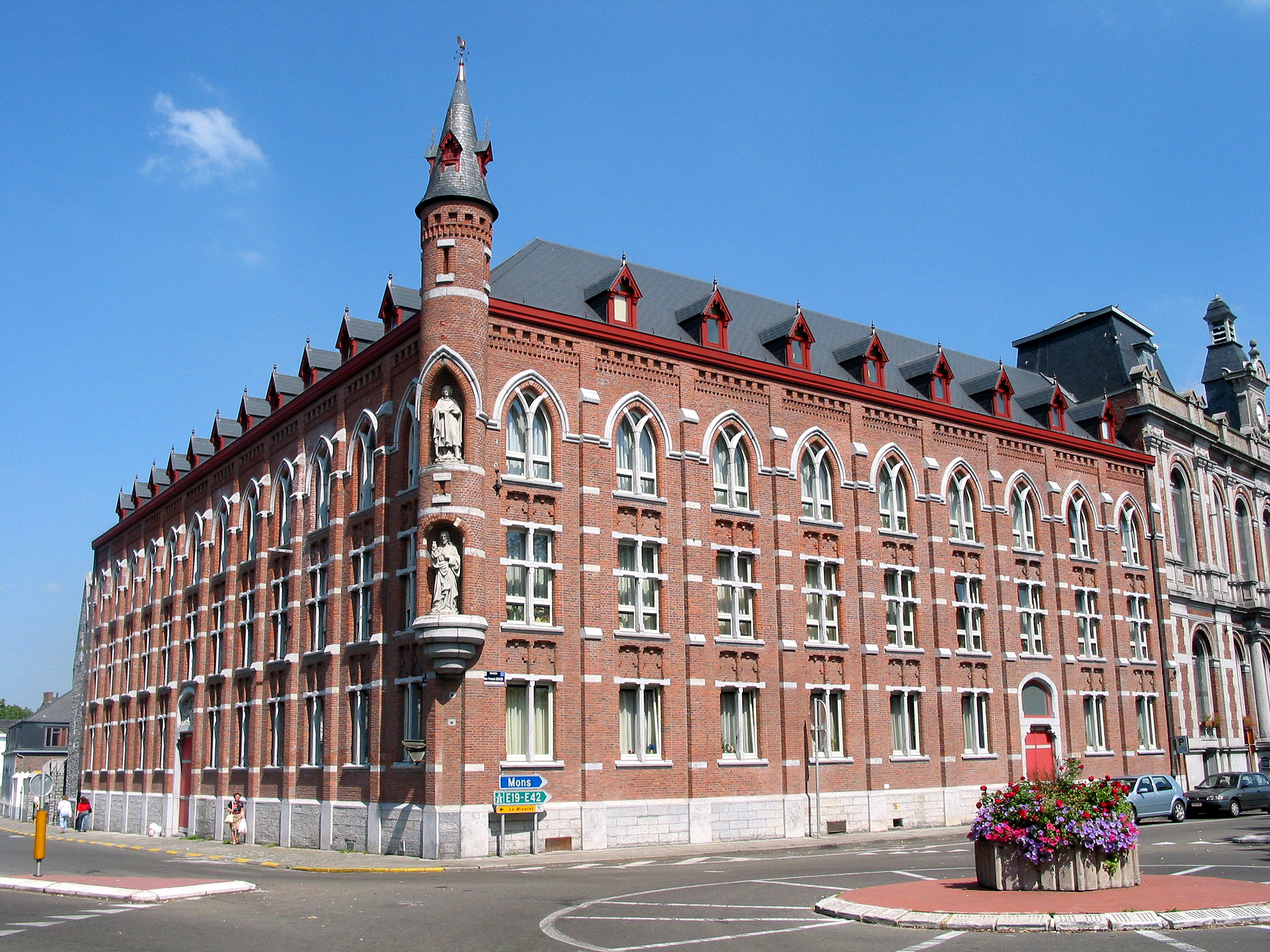
Antiguo orfanato de Boussu (Bélgica)
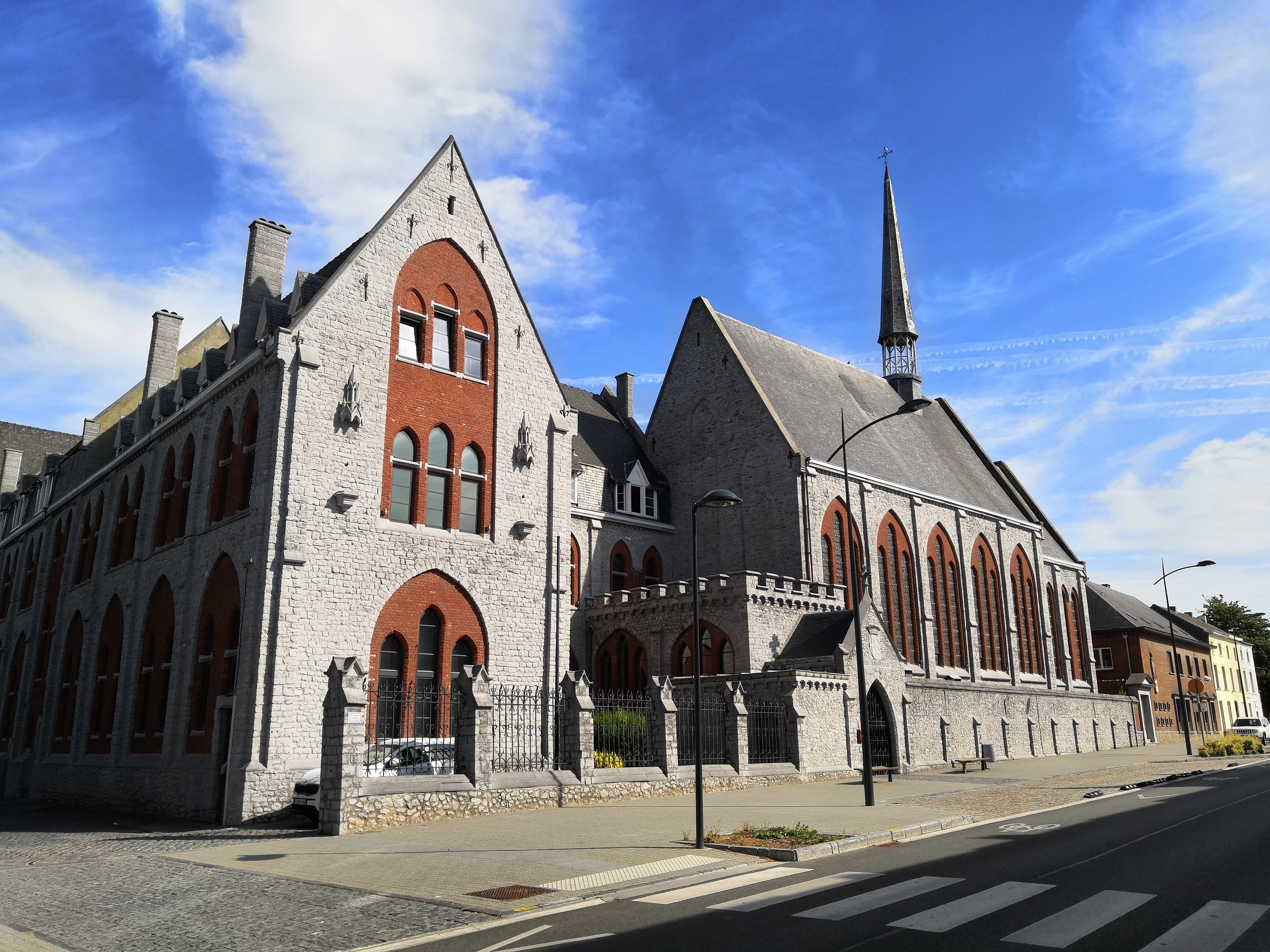
Colegio de Saint-Vincent de Soignies

### Diseños para artes aplicadas

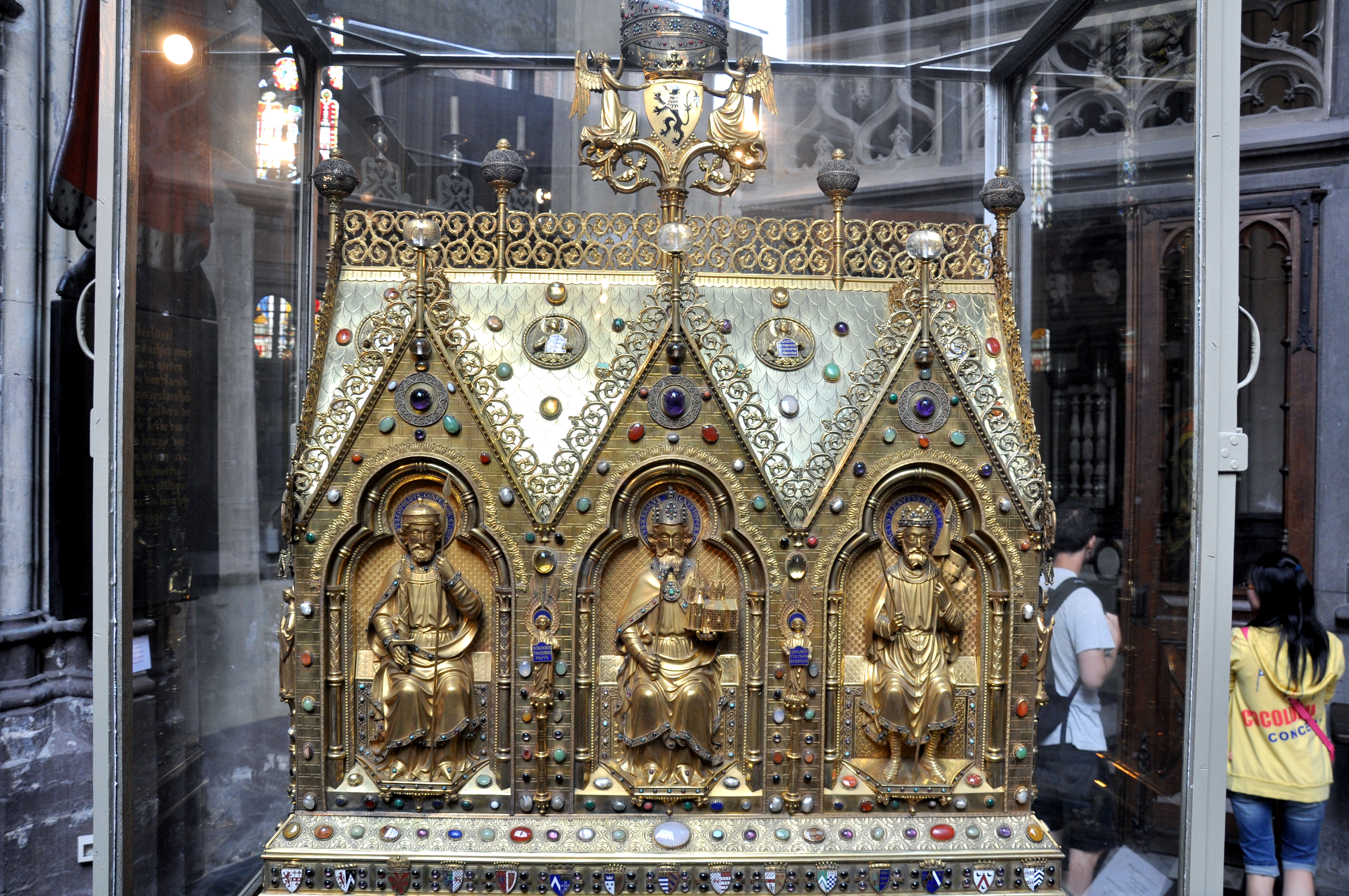
Relicario de Carlos el Bueno, catedral de Brujas

- Diseño para la Tiara Belga donada al papa  Pío IX en 1871.
- Diseño para la decoración en mosaicode la cúpula de la catedral de Aquisgrán (ejecutada por el taller de  Antonio Salviati), 1879-1881.
- Monumento fúnebre de monseñor Gravez, obispo de Namur, en Namur
- Monumento funerario de la familia Lefèvre en Sclayn
- Diseño para un santuario para contener las reliquias de Carlos I, conde de Flandes, en la catedral de Brujas, 1883-1885
- Diseño para el santuario de  san Lambert en la catedral de Lieja, 1884.
- Iglesia de Dinant: altar mayor y otros muebles religiosos.
- Decoración de interiores en los castillos  Denée, Gesves y Spontin

## Apellido familiar

Blasón familiar

Durante su vida, Jean Bethune nunca usó el prefijo 'de' en su apellido. Ya no se usaba en la familia desde principios del siglo XVIII. Solo después de su muerte, los miembros de la familia, incluido su hijo Jean-Baptiste (1853-1907) obtuvieron en 1904 la adición 'de', que se convirtió en retroactiva en la persona de Jean-Baptiste Bethune (1722-1799) y de todos sus descendientes. Por lo tanto, también se aplica a Jean Bethune y por ello  es aceptable dar su nombre con o sin el prefijo, aunque en sus genealogías, los miembros de la familia no usan el prefijo con respecto a los ancestros que no lo usaron en su vida.
Otra parte de la familia logró agregar oficialmente 'Sully' a su nombre. Sin embargo, no hay conexión entre ellos y la familia principesca francesa Bethune-Sully.